# レソトの銀行の一覧
ここではレソトの銀行の一覧（レソトのぎんこうのいちらん）を示す。

## 一覧
- スタンダード銀行（英語版）（Standard Bank）
- ネドバンク（英語版）（Nedbank）
- 第一国立銀行 (南アフリカ)（英語版）（First National Bank）
- レソト・ポストバンク（Lesotho Post Bank）